# Mainstream 1958
Mainstream 1958: The East Coast Jazz Scene — студійний альбом американського джазового флюгельгорніста Вілбура Гардена, випущений у 1958 році лейблом Savoy Records.

## Опис
Свій другий альбом флюгельгорніст і трубач Вілбур Гарден записав на лейблі Savoy у 1958 році в складі квінтету, до якого увійшли тенор-саксофоніст Джон Колтрейн, піаніст Томмі Фленаган, контрабасист Дуг Воткінс і ударник Луї Гейз. Записаний 13 березня 1957 року на студії Van Gelder Studio в Гекенсеку (Нью-Джерсі).
Албом містить 5 композицій, усі були написані Гарденом. 

## Список композицій
1. «Wells Fargo» (Вілбур Гарден) — 7:26
2. «West 42nd St» (Вілбур Гарден) — 7:51
3. «E.F.F.P.H» (Вілбур Гарден) — 5:26
4. «Snuffy» (Вілбур Гарден) — 9:37
5. «Rhodomagnetics» (Вілбур Гарден) — 7:11

## Учасники запису
- Вілбур Гарден — флюгельгорн
- Джон Колтрейн — тенор-саксофон
- Томмі Фленаган — фортепіано
- Дуг Воткінс — контрабас
- Луї Гейз — ударні

Технічний персонал
- Оззі Кадена — продюсер
- Руді Ван Гелдер — інженер звукозапису
- Levy A. Agency — дизайн обкладинки
- Г. Алан Стайн — текст